# معركة أوكيناوا (فلم)
معركة أوكيناوا (باليابانية: 沖縄決戦، أوكيناوا كيسن) وعنوانه الأصلي (激動の昭和史 沖縄決戦، جيكيدو نو شواشي: أوكيناوا كيسن) "تاريخ شوا العنيف: معركة أوكيناوا"، فيلم حربي ياباني صدر في 1971، من إخراج كيهاتشي أوكاموتو وسيناريو كانيتو شيندو ومؤثرات ترويوشي ناكانو.

## إطلاقه
تلقى الفيلم عرضاً سينمائياً ترويجياً في 17 يوليو 1971 في اليابان. وصدر على نطاق عام في اليابان في 14 أغسطس 1971. كان الفيلم أعلى أفلام شركة توهو إيراداً في ذلك العام ورابع أعلى إيراد محلي صدر في نقس العام باليابان.
أطلقت مؤسسة مينشو-أونجاكو (Min-On) الفيلم بدور السينما في الولايات المتحدة بفترة عرض 149 دقيقة في 11 سبتمبر 1973.

## الهوامش
1. 1 2 3 4 5 6 7 8  Galbraith IV 2008، صفحة 276.
2. ↑  Galbraith IV 2008، صفحة 277.

## وصلات خارجية
- مقالات تستعمل روابط فنية بلا صلة مع ويكي بيانات

- معركة أوكيناوا  في قاعدة بيانات الأفلام على الإنترنت (بالإنجليزية)